# Progomphus microcephalus
Progomphus microcephalus – gatunek ważki z rodziny gadziogłówkowatych (Gomphidae). Występuje na terenie Ameryki Południowej.